# ۱۴۲۸ (قمری)
۱۴۲۸ (قمری)، هزار و چهارصد و بیست و هشتمین سال در گاهشماری هجری قمری قراردادی و کبیسه است. اول محرم این سال برابر با بیستم ژانویه سال ۲۰۰۷ میلادی است.